# Лахнум
Лахнум (Lachnum) — рід грибів родини Hyaloscyphaceae. Назва вперше опублікована 1779 року.

## Поширення та середовище існування
В Україні зустрічаються:
- Lachnum corticale
- Lachnum crystallinum
- Lachnum fuscescens
- Lachnum virgineum

## Гелерея

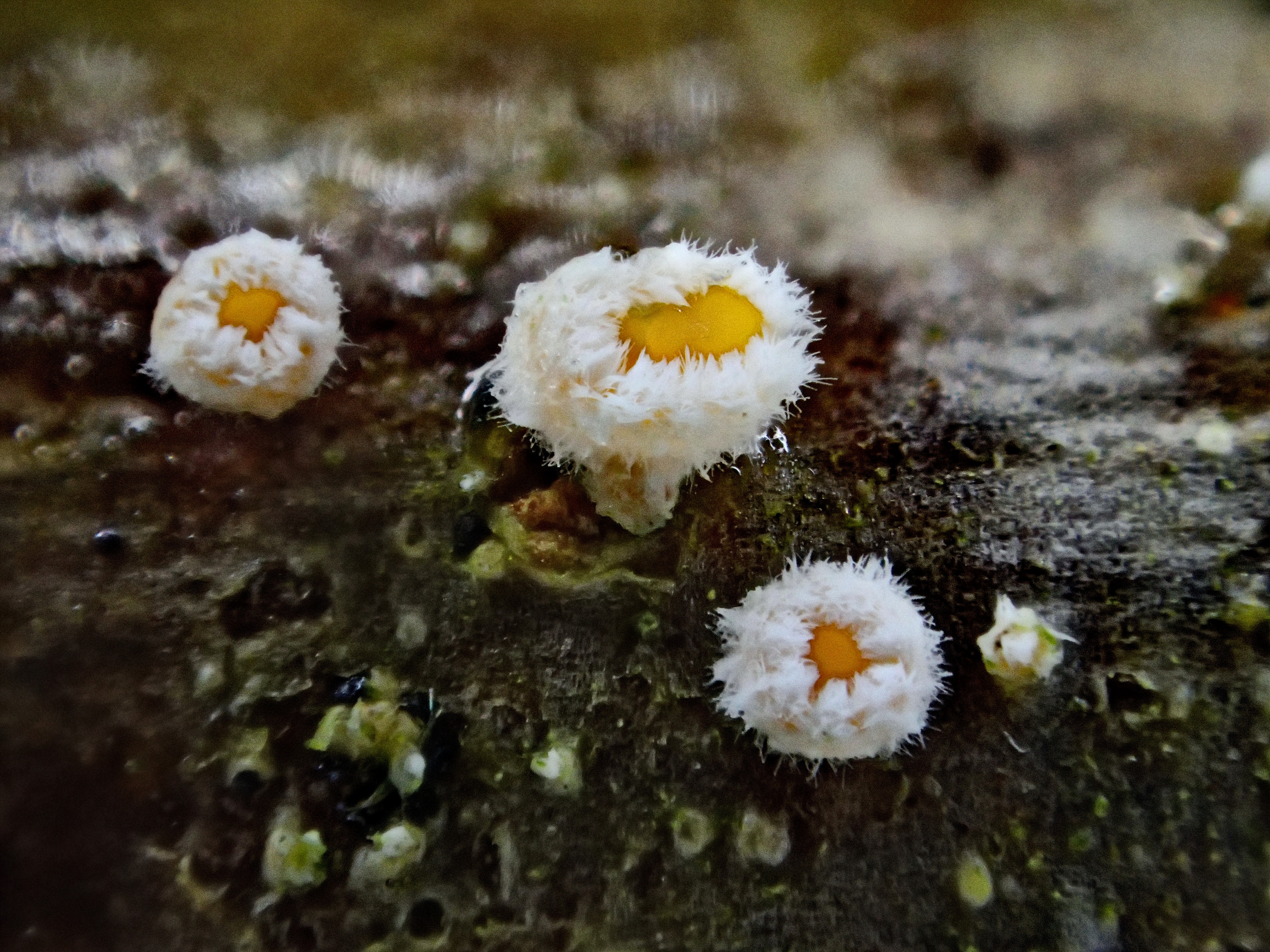
Lachnum bicolor
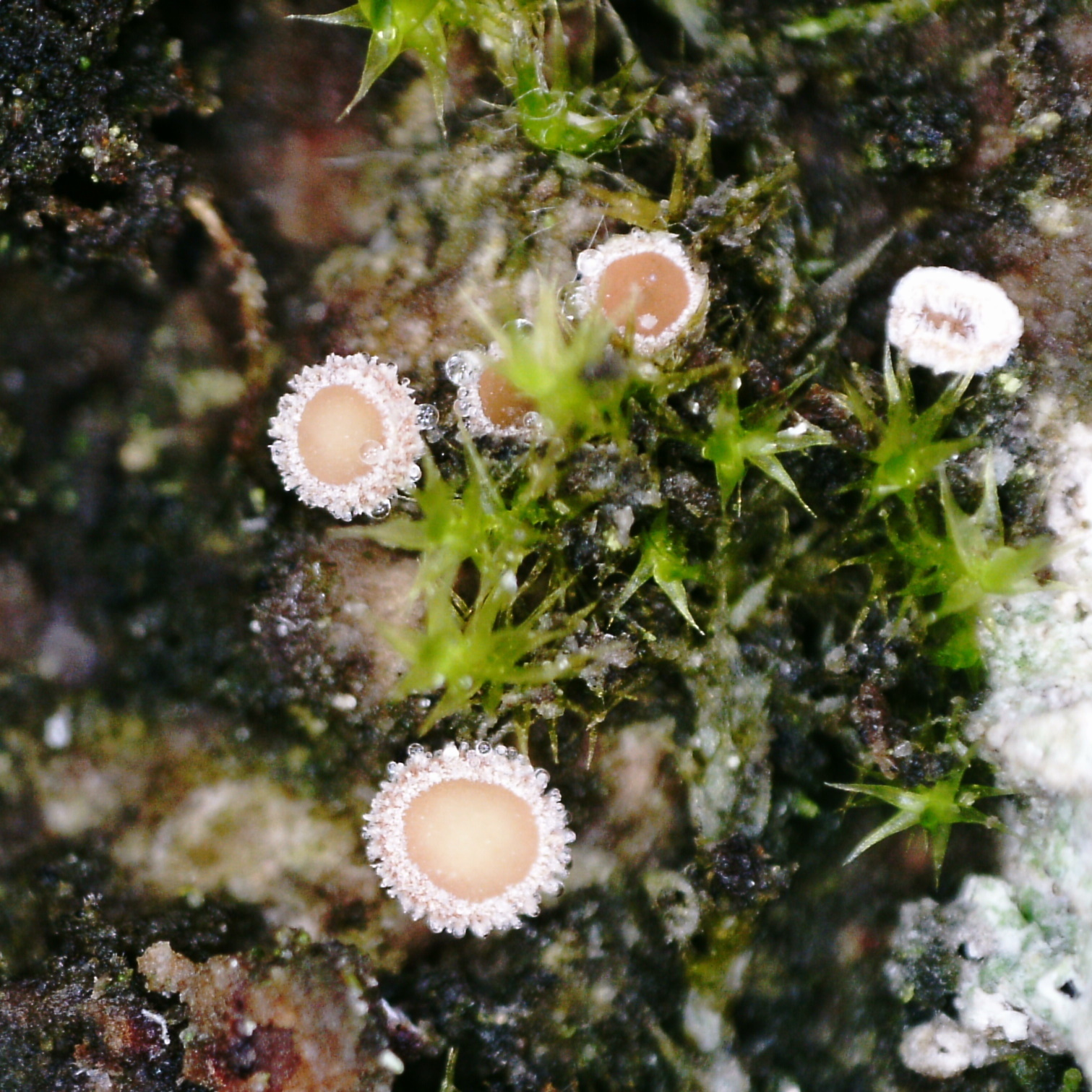
Lachnum corticale
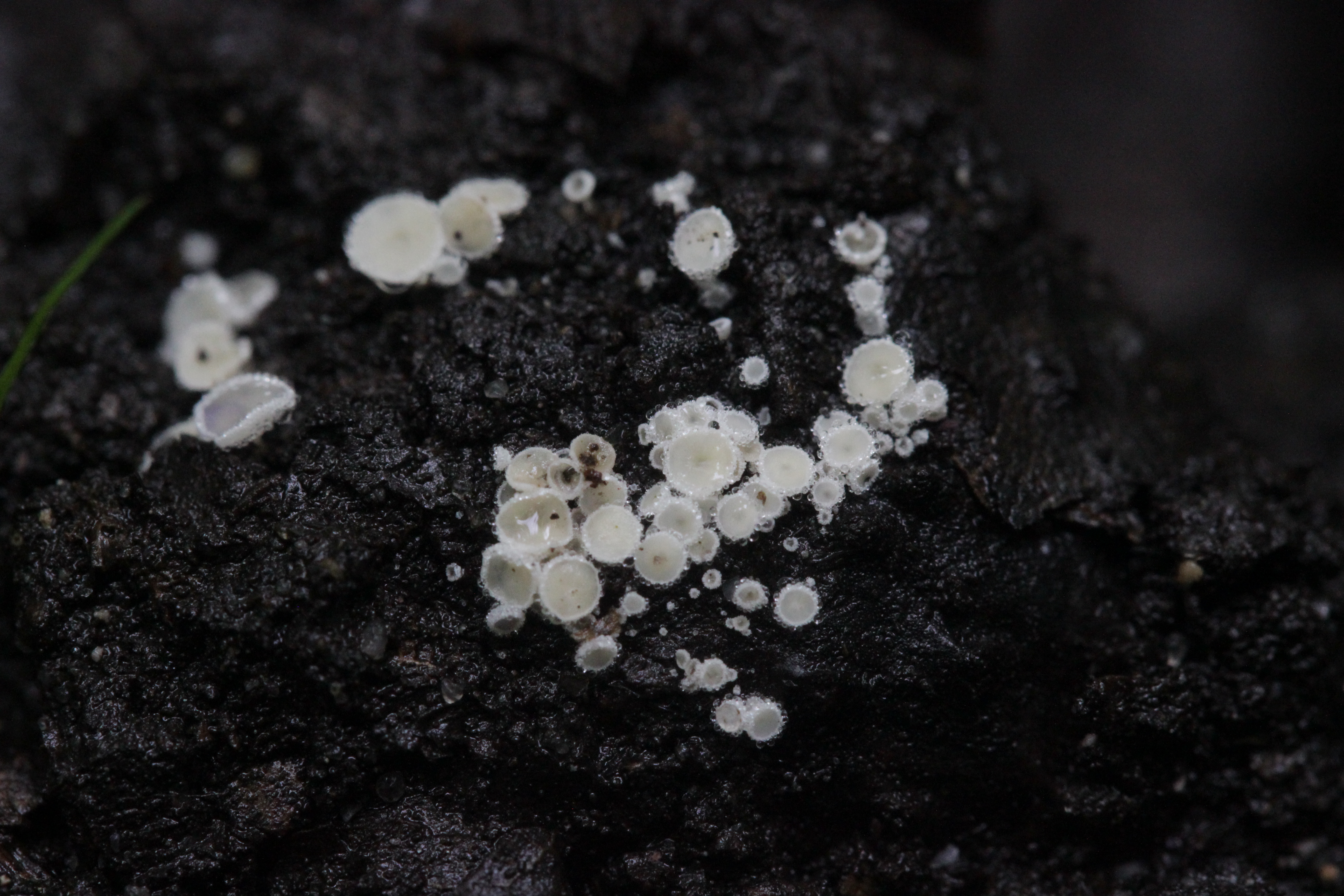
Lachnum virgineum